# Uni-Ufugusuku
Uni-Ufugusuku (鬼大城), ou Ufugusuku Kenyu (大城賢雄) (fl. XVe siècle), est un maître d'art martial et général au service du royaume de Ryūkyū. « Uni » est la version de Ryukyu du « oni » japonais qui signifie ogre. Il a reçu ce surnom parce qu'il fait près de six pieds de haut. Assistant personnel de la fille du roi Shō Taikyū, il vit au château de Katsuren lorsqu'elle épouse l'aji Amawari. Lors de la tentative de prise de pouvoir de ce dernier en 1458, Ufugusuku ramène la fille du roi au château de Shuri. Il est à la tête de l'armée de Ryūkyū pour déposer Amawari et l'exécute lui-même. Il devient plus tard aji du magiri de Goeku, demeure au château de Chibana (en) et épouse la fille du roi. Il est expulsé après la chute de la première dynastie Shō et finalement se suicide. Sa tombe se trouve au château de Chibana à Okinawa, creusée dans la colline à côté de la tombe de sa femme.

## Source de la traduction
- (en) Cet article est partiellement ou en totalité issu de l’article de Wikipédia en anglais intitulé « Uni-Ufugusuku » (voir la liste des auteurs).